# Parodia meonacantha
Parodia meonacantha ist eine Pflanzenart aus der Gattung Parodia in der Familie der Kakteengewächse (Cactaceae). Das Artepitheton meonacantha leitet sich von den griechischen Worten meion für ‚klein‘ sowie akantha für ‚Dorn‘ ab und verweist auf die relativ kleinen Dornen der Art.

## Beschreibung
Parodia meonacantha wächst einzeln. Die grünen bis violettgrünen, abgeflacht kugelförmigen Triebe erreichen Wuchshöhen von 3 bis 4 Zentimeter und Durchmesser von 4 bis 6 Zentimeter. Die 13 bis 14 senkrechten Rippen sind in gerundete Höcker untergliedert. Die darauf befindlichen ovalen Areolen sind gelblich weiß. Die abgeflachten, kantigen, nicht völlig geraden Dornen sind bernsteinfarben bis bräunlich schwarz. Der einzelne Mitteldorn weist eine Länge von bis zu 1 Zentimeter auf. Die zehn Randdornen sind 0,6 bis 0,7 Zentimeter lang.
Die trichterförmigen, weißlich gelben Blüten erreichen Längen von bis zu 4,5 Zentimeter und Durchmesser von 6 Zentimeter. Die Narbe ist dunkelrot. Die grünlich violetten Früchte sind verlängert. Sie enthalten mittelgroße mützenförmige schwarze Samen.

## Verbreitung und Systematik
Parodia meonacantha ist im brasilianischen Bundesstaat Rio Grande do Sul im Gebiet um Camaquã verbreitet.
Die Erstbeschreibung als Notocactus meonacanthus durch Karl-Heinz Prestlé wurde 1986 veröffentlicht. Andreas Hofacker stellte die Art 1998 in die Gattung Parodia. Ein weiteres nomenklatorisches Synonym ist Ritterocactus meonacanthus (Prestlé) Doweld (1999).

## Nachweise